# 고이 마쓰다이라가
고이 마쓰다이라가(五井松平家)는 마쓰다이라 노부미쓰의 7남 마쓰다이라 다다카게를 시조로 하는 마쓰다이라씨의 서류이다. 미카와국 호이 군 고이(아이치현 가마고리시 고이 정)을 영유했던 것으로부터 고이 마쓰다이라 가라고 칭했다. 고이를 고유(御油)라고도 한다.
대대로 마쓰다이라 종가를 섬겨며 무공을 세우고, 평생 이에야스에게 충성을 다한 것은 5대 가게타다였다. 2대 쇼군 도쿠가와 히데타다의 시대에는 7대 다다자네가 시모사국 가이조 군에 6천 석을 받았다. 다이묘로 발탁되지는 못했지만, 상급 하타모토였다. 그 후는 대대로 요리아이로서, 가문 단절의 위기 없이 막말까지 존속했다.

## 역대 당주
1. 마쓰다이라 다다카게
2. 마쓰다이라 모토무네
3. 마쓰다이라 노부나가
4. 마쓰다이라 다다쓰구
5. 마쓰다이라 가게타다
6. 마쓰다이라 고레마사
7. 마쓰다이라 다다자네
8. 마쓰다이라 고레테루
9. 마쓰다이라 다다마스(松平忠益)
10. 마쓰다이라 다다아키(松平忠明)[1]
11. 마쓰다이라 다다네(松平忠根)
12. 마쓰다이라 다다요리(松平忠寄)
13. 마쓰다이라 다다나가(松平忠命)
14. 마쓰다이라 다다모토(松平忠元)
15. 마쓰다이라 다다카타(松平忠質)[2]
16. 마쓰다이라 다다가이(松平忠凱)
17. 마쓰다이라 히로노스케(松平弘之助)

## 같이 보기
- 18 마쓰다이라